# Emarginata schlegelii
A Emarginata schlegelii a madarak osztályának verébalakúak (Passeriformes) rendjébe és a légykapófélék (Muscicapidae) családjába tartozó faj.

## Rendszerezése
A fajt Johan August Wahlberg svéd zoológus és ornitológus írta le 1817-ben, az Erithacus nembe Erithacus schlegelii néven. Sorolták a Cercomela nembe Cercomela schlegelii néven is.

## Alfajai
- Emarginata schlegelii benguellensis (W. L. Sclater, 1928)
- Emarginata schlegelii namaquensis (W. L. Sclater, 1928)
- Emarginata schlegelii pollux (Hartlaub, 1866)
- Emarginata schlegelii schlegelii (Wahlberg, 1855)[2]

## Előfordulása
Afrika déli részén, Angola, a Dél-afrikai Köztársaság és Namíbia területén honos. Természetes élőhelyei a szubtrópusi vagy trópusi gyepek és cserjések, valamint szántóföldek és városi régiók. Állandó, nem vonuló faj.

## Megjelenése
Testhossza 18 centiméter.
|  |

## Természetvédelmi helyzete
Az elterjedési területe rendkívül nagy, egyedszáma pedig stabil. A Természetvédelmi Világszövetség Vörös listáján nem fenyegetett fajként szerepel.